# Yardley Gobion
Yardley Gobion es un pueblo y una parroquia civil del distrito de South Northamptonshire, en el condado de Northamptonshire (Inglaterra).

## Demografía
Según el censo de 2001, Yardley Gobion tenía 1329 habitantes (674 varones y 655 mujeres). 283 (21,29%) de ellos eran menores de 16 años, 960 (72,24%) tenían entre 16 y 74, y 86 (6,47%) eran mayores de 74. La media de edad era de 38,28 años. De los 1046 habitantes de 16 o más años, 229 (21,89%) estaban solteros, 660 (63,1%) casados, y 157 (15,01%) divorciados o viudos. 704 habitantes eran económicamente activos, 687 de ellos (97,59%) empleados y otros 17 (2,41%) desempleados. Había 8 hogares sin ocupar, 501 con residentes y 3 eran alojamientos vacacionales o segundas residencias.